# Samuel Piette
Samuel Piette (* 12. November 1994 in Repentigny, Québec) ist ein kanadischer Fußballspieler.

## Karriere
Piette entschied sich erst mit 14 Jahren zur Fußballkarriere, nachdem er zuvor in diversen Eishockey-Juniorenmannschaften gespielt hatte.

### Verein
2007 begann er seine Laufbahn beim ARS Lanaudiere und wechselte im Frühjahr 2008 zum FC Boisbriand. Nachdem Piette sich in Quebec zum Leistungsträger entwickelt  und in diversen Junioren-Provinzauswahlmannschaften gespielt hatte, bekam er im Mai 2009 aus Europa eine Einladung zu einem Probetraining beim damaligen französischen Zweitligisten FC Metz. Er unterschrieb einen Jugendvertrag im Sommer 2009 beim FC Metz und spielte die Saison 2009/10 für die U-17 des Vereins. 
Im Juni 2012 bekam Piette eine Einladung zum Probetraining bei Fortuna Düsseldorf und wechselte danach zum damaligen deutschen Bundesligisten. Dort stand er in der Saison 2012/13 im Kader der A-Jugend (U-19). Außerdem kam bereits zu zwei Einsätzen in der zweiten Mannschaft, bevor er zur Saison 2013/14 fester Bestandteil des Regionalligateams wurde. Am 4. April 2014 kam er zu seinem ersten Pflichtspiel-Einsatz in der ersten Mannschaft und in der 2. Fußball-Bundesliga, als er beim 2:1 im Auswärtsspiel beim SC Paderborn 07 für Erwin Hoffer eingewechselt wurde. Nach der Saison verließ Piette den Verein und unterschrieb einen Vertrag  bei Deportivo La Coruña, wo er in der B-Mannschaft eingesetzt werden soll. Aktuell ist der an den Racing de Ferrol in die Segunda División B verliehen.
Nach seiner Rückkehr Anfang 2016 zu Deportivo La Coruña wechselte er ein halbes Jahr später zu CD Izarra, welche ebenfalls in der Segunda División B spielten. Anfang August 2017 schloss sich Piette Montreal Impact (ab 2021 CF Montreal) an.

### Nationalmannschaft
Piette spielte in seiner Jugend für die U-17 und einmal für die U-23 Landesauswahl Kanadas. Er nahm für die U-17 Kanadas an der U-17-Fußball-Weltmeisterschaft 2011 in Mexiko teil, überstand aber mit dem Team die Vorrunde nicht. 2012 spielte er im Qualifikationsrückspiel für die Olympischen Sommerspiele 2012 in London, konnte sich mit dem Team aber nicht qualifizieren.
Er entwickelte sich zum Leistungsträger der U-17 und wurde im Februar 2012 erstmals in die A-Nationalmannschaft von Kanada berufen, kam aber im Freundschaftsspiel gegen Armenien nicht zum Einsatz. Nationaltrainer Stephen Hart berief Piette im Juni erneut und so kam er am 3. Juni 2012 zu seinem A-Länderspieldebüt für Kanada gegen die US-amerikanische Fußballnationalmannschaft auf dem BMO Field.
Im Juli 2013 gehörte er zur kanadischen Auswahlmannschaft, die am CONCACAF Gold Cup 2013 teilnahm.